# 건축회사

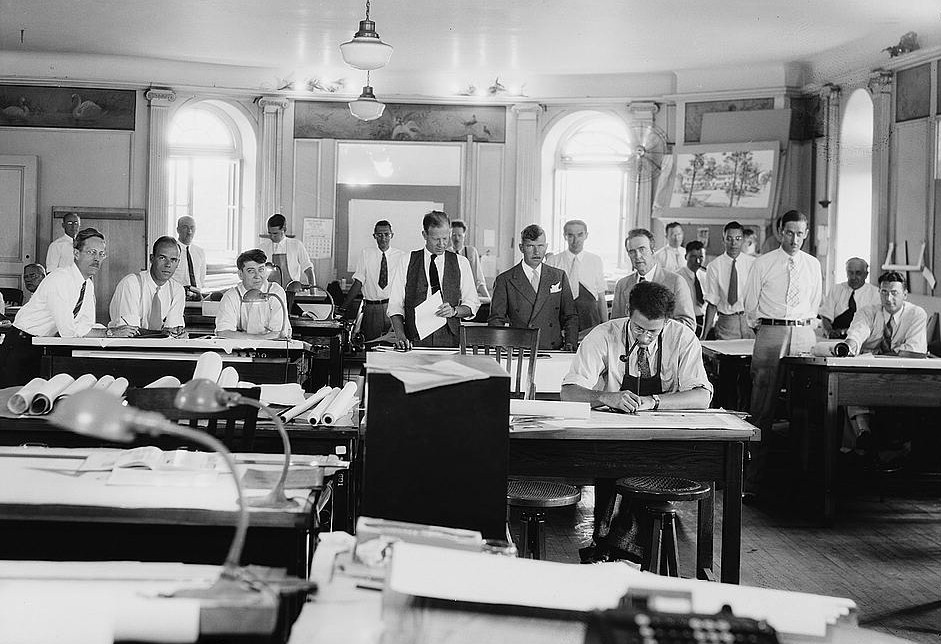
1940년대의 건축 사무소

건축회사는 건축 종사자들이 건축 서비스를 제공하는 사업이다. 회사는 자격을 가진 건축가를 고용하거나 개인 건축가들과 계약한다.

## 역사
건축가는 역사가 기록되기 시작한 시기부터 존재해왔다. 기록된 최초의 건축가들은 기원전 2600년의 임호텝과 기원전 1470년의 세네무트를 포함한다. 이 건축가들이 어떻게 그들의 작업을 계획했는지에 대한 기록은 존재하지 않는다. 하지만 그들이 귀족으로서 그들의 작업을 다듬고 실행하기 위해 보조 직원과 하인을 가지고 있었으리라고 가정하는 것이 합리적이다. 남겨진 건축에 관한 제일 오래된 책인 De architectura는 로마 건축가 비트루비우스에 의해 쓰여졌는데, 이 책은 마을, 건물, 시계, 기계의 건설과 설계에 대해 묘사하지만, 건축가의 보조원의 조직에 대해서는 말하지 않는다. 전반적인 인류의 역사에서 대부분의 건축가는 일차적인 소득을 설계 외의 활동에서 얻고 설계를 시간제의 소일거리로서 즐기며 프로젝트별로 보조원들을 고용하는 부유한 개인들로 알려져 있다.
건축이 풀타임으로 일하는 전문직이 되고 특정한 훈련과 인증이 제공되기 시작한 것은 불과 19세기부터였다. 미국에서 찰스 불핀치는 최초의 풀타임 전문 건축가로 알려져 있다. 헨리 홉슨 리차드슨은 아마 건축 사무실을 가진 최초의 사람들 중 한 명일 것이고 McKim, Mead, and White는 최초의 크고 현대적인 건축회사 중 하나일 것이다. 미국의 활동 중인 건축회사 중 제일 오래된 것은 디트로이트의 SmithGroup과 루이스빌의 Luckett and Farley인데 둘 다 1853년에 설립되었다. 영국에서는 요크주에 설립된 Brierley Groom 이 제일 오래된 회사다. 이들은 아마 세계에서 제일 오래된 활동 중인 건축회사일 것이다.

## 자격증 획득과 법률적 양식
영국과 다른 여러 나라들에서 건축회사는 사업자 등록을 해야 한다. 회사는 온전한 건축 서비스를 제공하기 위해 조직 내에 한 명 이상의 자격을 가진 전문 건축가가 있어야 한다. 전문인배상책임보험도 필수적이다.

## 대표자
영국과 다른 여러 나라들에서 건축회사의 대표자는 회사의 활동에 대한 책임이 있다. 대표자는 보통 자격을 가진 건축가, 건축기술자, 공학자나 건축설계사이다.

## 조직
5명보다 적은 직원이 있는 소형 회사는 보통 공식적인 조직도가 없고, 일을 조직하는 데 대표자와 고용인들의 개인적인 관계에 의존한다. 5명에서 50명 사이의 직원이 있는 중형 회사는 보통 설계, 생산, 사업 개발, 건축 관리와 같이 분야별로 부서들이 조직된다. 50명이 넘는 직원이 속한 대형 회사는 부서별로, 지역별로, 또는 프로젝트의 종류에 특화한 작업실별로 조직될 수 있다. 다른 조합 또한 존재한다.
정보기술의 발달은 기업이 세계의 다른 장소에 사무실을 열거나 다른 기업과 연합을 맺는 일이 가능하도록 했다. 이는 예를 들자면 작업의 어떤 부분은 미국이나 영국에서 행해지고, 다른 부분은 멕시코나 인도에서 행해지는 것을 가능하도록 했다. 아시아의 인건비가 낮고 고도로 숙련된 전문가들을 추가하면, 어떤 회사들은 2교대나 3교대로 작업을 할 수 있다. 인도와 중국의 늘어나는 개발업자들이 미국과 유럽의 기업을 지역 개발에 고용하고 있다는 것 또한 중요하다. 실제로 미국과 유럽에 외주를 주고 있으며 건축 기업들에 의해 협동이나 하청이 자주 일어난다. 최근의 시장 상황은 이러한 경향을 가속시켜왔고, 늘어나고 있는 중국과 인도의 건축회사들은 이제 서양의 건축가에게 외주를 맡기고 있다.
이러한 전 세계에서 찾아볼 수 있는 건축기업들의 시도의 장기적인, 확산되는 효과에 대해서는 지켜보아야 할 것이다.

## 같이 보기
- 건축회사의 목록
- 건축가의 목록